# Bolkov (hrad)
Bolkov (též Polzenstein) je zaniklý hrad, který stával na jižní skalnaté ostrožně vybíhající z úbočí Bolkova kopce nad Libčí u Trutnova v katastrálním území obce Zlatá Olešnice. Hrad byl postaven koncem třináctého století a přibližně o sto let později vyhořel a nebyl obnoven. Jeho zbytky se dochovaly až do druhé poloviny dvacátého století, kdy byly téměř zcela zničeny těžbou kamene v sousedním lomu.

## Historie
Písemné prameny z doby existence hradu se nedochovaly. Jeho pozůstatky byly zmíněny až roku 1551, kdy byli na místě hradu na pokyn Kryštofa z Jendorfu lámáni kolem chvalečský rychtář a jeho dva synové. Trutnovský kronikář Šimon Hüttel údajně na hradě ona kola viděl ještě na konci šestnáctého století. Druhá zmínka o pustém hradě pochází z roku 1794. Podle archeologického výzkumu provedeného Antonínem Hejnou roku 1958 byl hrad založen ve druhé polovině třináctého století a zanikl požárem před koncem čtrnáctého století. Za možného zakladatele bývají považováni svídnicko-javorský kníže Boleslav I. Surový nebo páni ze Švábenic, kterým patřily blízké hrady Rechenburk a hrad na Zámeckém vrchu u Trutnova. Oba vznikly ve stejné době jako Bolkov a podobaly se mu také způsobem opevnění.

## Stavební podoba
V době archeologického výzkumu existovala již jen polovina plochy hradu, a i v ní byla zničena většina historické vrstvy, která by umožnila přesnější poznání podoby hradu. Podle odkrytých pozůstatků měl hrad přibližně oválný půdorys s délkou čtyřicet metrů a šířkou třicet metrů. Čelní stranu hradního jádra chránil příkop, před kterým se nacházelo malé předhradí opevněné vlastním příkopem a valem. Hlavní tíhu obrany nejspíše nesla obvodová hradba, která tak řadí Bolkov mezi hrady s plášťovou zdí. Z další zástavby se podařilo zjistit suterén čtverhranné stavby zahloubené do skalního podloží v jihovýchodní části areálu a pozůstatek okrouhlé stavby, která přiléhala k severní části obvodobé hradby a sloužile nejspíše jako schodišťová věž. Jediným dochovaným pozůstatkem hradu je část vnějšího opevnění.

## Přístup
Na místě hradu se nachází opuštěný a zatopený kamenolom. Přes Bolkův kopec dnes vede trasa naučné stezky Opevněné Trutnovsko.